# Departamento de Lontué
| Departamento de Lontué    | Departamento de Lontué        |
| ------------------------- | ----------------------------- |
| Cabecera:                 | Molina                        |
| Superficie:               | 2.220 km² (1960)              |
| Habitantes:               | 42.760 hab (1960)             |
| Densidad:                 | 19 hab/km² (1960)             |
| Comunas/ Subdelegaciones: | - Molina - Valdivia de Lontué |
| Ubicación                 |                               |
|                           |                               |

| Departamento de Lontué | Departamento de Lontué                                                                                |
| ---------------------- | --- |
| Cabecera:              | Molina                                                                                                |
| Superficie:            | 1.811 km² (1907)                                                                                      |
| Habitantes:            | 25.299 hab (1907)                                                                                     |
| Densidad:              | 14 hab/km² (1907)                                                                                     |
| Subdelegaciones:       | - 1.a Molina - 2.a Huerta - 3.a Lontué - 4.a Peteroa - 5.a Pequén - 6.a Río Claro                     |
| Municipalidades:       | - capital departamental: - Molina - otras municipalidades - Valdivia de Lontué (1891) - Pequén (1891) |
| Ubicación              | |
|                        | |

El Departamento de Lontué fue una división territorial perteneciente a la antigua Provincia de Talca. La cabecera del departamento fue Molina, donde se ubicó la Municipalidad encargada de la administración local.

## Límites
El Departamento de Lontué limitaba:
- al norte con el Departamento de Curicó.
- al oeste con el Departamento de Curepto
- al sur con el Departamento de Talca
- Al este con la Cordillera de Los Andes.

## Administración
La administración estuvo en Molina, en donde se encontraba la Gobernación de Lontué.
Con el Decreto de Creación de Municipalidades del 22 de diciembre de 1891, se crean las siguientes municipalidades con sus sedes y cuyos territorios son las subdelegaciones detalladas a continuación:
| Municipalidad Sede             | Subdelegaciones |
| ------------------------------ | --------------- |
| Molina                         | 1.ª, Molina     |
| Molina                         | 2.ª, Huerta     |
| Molina                         | 6.ª, Río Claro  |
| Valdivia de Lontué Lo Valdivia | 3.ª, Lontué     |
| Valdivia de Lontué Lo Valdivia | 4.ª, Peteroa    |
| Pequén Villa Prat              | 5.ª, Pequén     |

Posteriormente, de acuerdo al decreto N.º 803 del 22 de diciembre de 1925, la comuna de Pequén es suprimida y su territorio es incorporado a la comuna de Villa Prat.

## Comunas y subdelegaciones (1927)
De acuerdo al DFL 8583 en el departamento se crean las siguientes comunas y subdelegaciones:
- Molina, que comprende las antiguas subdelegaciones: 1.a, Molina; 2.a, Huerta, y 6.a, Río Claro.

- Valdivia de Lontué, que comprende las antiguas subdelegaciones: 3.a, Lontué; 4.a, Peteroa, y 5.a, Villa Prat.

Mediante la ley N.º 16.335 del 28 de septiembre de 1965, se suprimió la comuna de Valdivia de Lontué, pasando su territorio a constituir la comuna de Sagrada Familia.